# Turrón de Jijona

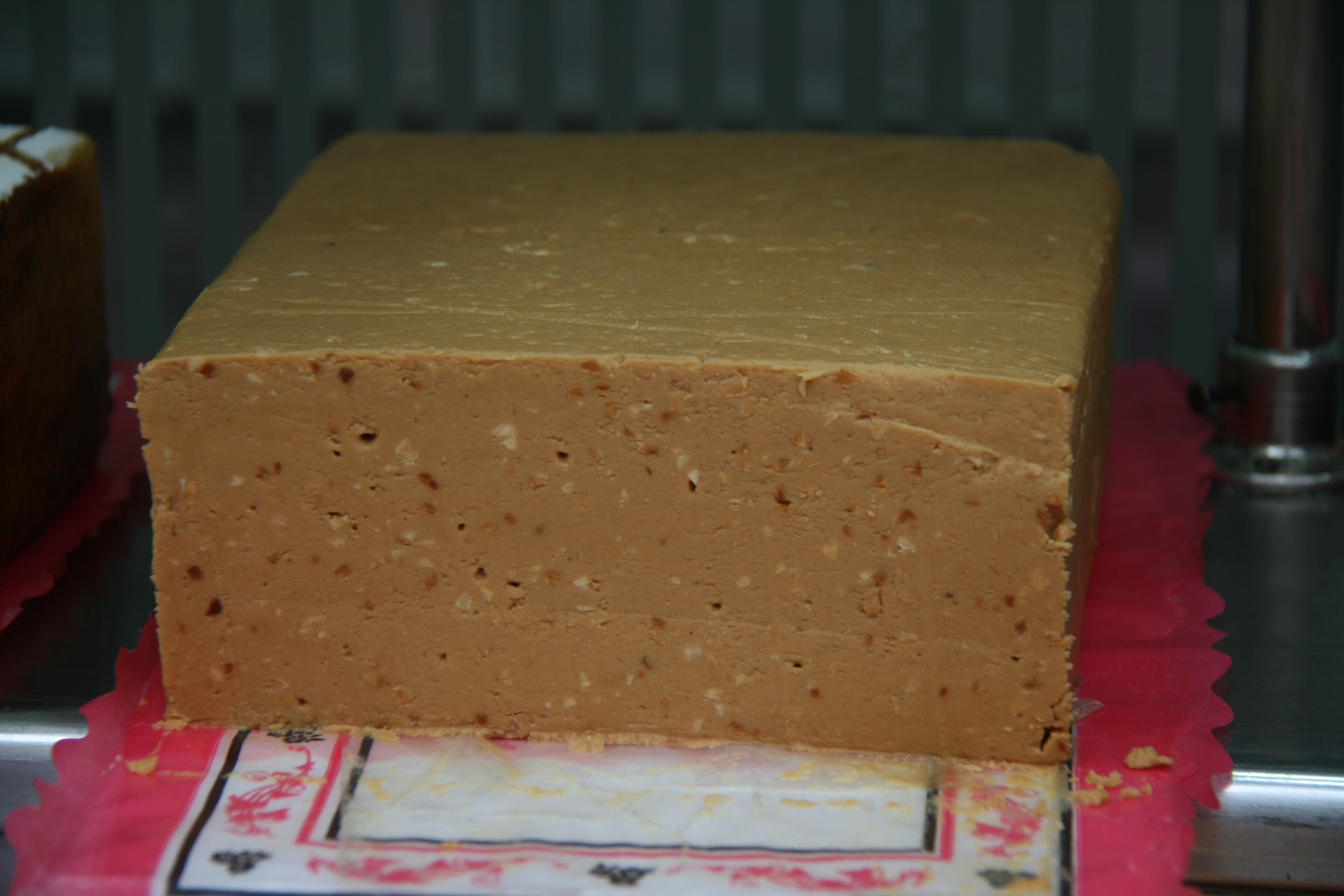
Turrón de Jijona

El turrón de Jijona es un turrón que emplea almendras molidas con miel. Es muy popular en la provincia española de Alicante y en concreto de Jijona. Existe un Consejo Regulador de Jijona y Turrón de Alicante encargado de que cumplan con todos y cada uno de los requisitos necesarios para pertenecer a la Indicación Geográfica Protegida. Se caracteriza por haberse molido la mezcla de almendras con miel, eso le confiere una textura pastosa. Es muy popular en España durante la época de Navidad, siendo un dulce muy habitual en este periodo.

## Características
Su principal ingrediente es la almendra, suele llevar menos proporción de este fruto seco que el de Alicante. El turrón de Jijona se obtiene a partir de una mezcla de almendras tostadas mezcladas con clara de huevo y miel. Esta mezcla se suele moler en unos molinos especiales hasta lograr una masa fluida uniforme. Esta masa se somete a una segunda cocción en unos calderos denominados "boixets". Mediante el movimiento del "boix" se logra una textura homogénea y se acaba vertiendo en unos moldes. Se deja enfriar hasta lograr "arrematar" el turrón. Al molerse las almendras, éstas liberan sus aceites. Es por esta razón por la que es necesario dejar reposar el turrón durante al menos unas 24 horas. Algunos de estos turrones son de artesanía doméstica.